# 谷川雁
谷川 雁（たにがわ がん、本名:谷川 巌（たにがわ いわお）、1923年12月25日 - 1995年2月2日）は、日本の詩人、評論家、サークル活動家、教育運動家。社会主義的なリアリズムを基調とにした詩人として知られ、評論集「原点が存在する」「工作者宣言」は1960年代の新左翼陣営に思想的な影響を与えた。

## 経歴
熊本県水俣市に開業医の、六人兄妹の次男として生まれる。兄は民俗学者の谷川健一、弟に東洋史学者の谷川道雄、日本エディタースクール創設者の吉田公彦。旧制熊本中学、第五高等学校を経て、1945年に東京帝国大学文学部社会学科を卒業。従軍する。
戦後、西日本新聞社に勤務。同人誌「九州詩人」「母音」に詩を発表し、安西均、那珂太郎などと交遊。1947年、日本共産党に入党すると大西巨人、井上光晴らと活動し、新聞社を解雇される。1947年、西日本新聞労組書記長に就任。
1954年、第一詩集「大地の商人」を刊行。1956年、第二詩集「天山」、1960年「定本谷川雁詩集」を刊行、その“あとがき”で「私の中の『瞬間の王』は死んだ」として、以後詩作しないことを宣言する。
1958年、「母音」で知り合った森崎和江と共に、福岡県中間市に移住し、上野英信夫婦とも隣家暮らしをする。上野英信、森崎和江、石牟礼道子らと雑誌「サークル村」を創刊し（1961年、休刊）、炭鉱労働者の間で活動する。
評論集「原点が存在する」「工作者宣言」などを発表。アジア的土俗的な地域性に根ざした特異なナショナリズム論と、「大衆に向かっては断乎たる知識人であり、知識人に対しては鋭い大衆である｣という工作者の思想によって注目を受ける。
1960年、安保闘争を機に共産党を離党し、吉本隆明らと「六月行動委員会」を組織して全学連主流派の行動を支援する一方、地元の大正炭鉱を巡る争議では「大正行動隊」を組織して活動した。「多数決を否定する」｢連帯を求めて孤立を恐れず（“力及ばずして倒れることを辞さないが、力尽くさずして挫けることを拒否する”と続く）」といった、個人の自立性、主体性を重視し既成組織による統制を乗り越えようとした組織原理と行動原理は、その後の全共闘運動にも大きな影響を与えている。
1961年、吉本隆明、村上一郎と思想・文学・運動の雑誌「試行」を創刊したが、8号を最後に脱退（｢試行」はその後、吉本の単独編集となる）。評論集｢戦闘への招待」を発表。1962年に、松田政男、山口健二、川仁宏らが自立学校を企画し、吉本隆明、埴谷雄高、黒田寛一らとともに講師となった。1963年、評論集「影の越境をめぐって」を刊行。大正鉱業退職者同盟を組織して退職金闘争を展開。1964年12月の大正鉱業の閉山時に、森崎和江と対立して離別する。
1965年、闘争の終息とともに執筆を含めた一切の活動を停止。山口健二を介して知り合っていた榊原陽らの、語学教育を展開する「株式会社テック」(TEC。東京イングリッシュセンター）の重役に招かれて上京し、テックが新事業として始めようとしていた、当時としてはまだ珍しかった児童向けに語学教育を行う「ラボ教育センター」創設に参加した。以後、「らくだ・こぶに」の筆名で、同センターの『ことばの宇宙』などに執筆する。また、ラボ活動の素材となる「ラボ・ライブラリー」（英語・日本語等で演じられた録音素材つきの絵本）に、オリジナル童話、世界の童話や日本神話を翻案した作品を発表。それらの作品のために間宮芳生、中西夏之、高松次郎、赤瀬川原平ら当時の前衛芸術家が作曲し、絵を描いた。1971年、ラボは長野県黒姫山麓に「ラボランド」を開設。1978年、黒姫山 (長野県)のふもと（上水内郡信濃町）へ移住。
1979年4月、ラボ・ライブラリー『国生み』の製作をめぐり、ラボ教育センター内の榊原陽派、組合派と対立して、谷川専務理事の解任案が取締役会で議決される。谷川は退社するにあたり、製作担当をした「ラボ・ライブラリー」の著作権を争ったが、認められず。1980年、「ラボ教育センター」を退社。
1981年、定村忠士らと「十代の会」を主宰。1985年から3年間ほど、月刊雑誌『十代』を刊行した。1982年には「ものがたり文化の会」を発足させる。宮沢賢治の作品を中心に児童文化活動に取り組むなどの活動を再開した。
1989年、作曲家新実徳英と共作で合唱曲「白いうた 青いうた」の制作を開始。これは「曲先」「填詞」と言われる、曲が先で詩を後から当てはめるという合唱曲では珍しい手法で作られた。このことにより新実徳英は自由に世界中のスタイルの曲を書くことができ、それらの様々な曲に谷川雁が見事に対応する詩をあてることで他に類例をみない合唱曲集が生まれ、その後鎌倉や鹿児島で毎年この合唱曲集だけを歌うフェスティバルが開かれるほどに愛されることとなった
1995年2月2日午後5時6分、肺癌のため神奈川県川崎市の病院で逝去、71歳。前年秋より入院していた。「白いうた～」は100曲を目指していたが、雁の死により53曲で中止となった。戒名は流水院釈磐石居士。
作家のC・W・ニコルの親友で、ニコルを永住の地である黒姫に導いたのは谷川であった。

## 著作

### 著作（谷川雁名義）
- 大地の商人 母音社, 1954
- 天山 国文社, 1956
- 原点が存在する 弘文堂, 1958
- 工作者宣言 中央公論社（文庫）1959
- 谷川雁詩集 国文社, 1960
- 民主主義の神話―安保闘争の思想的総括  谷川雁,吉本隆明,埴谷雄高 (著) 現代思潮社  1960
- 戦闘への招待 現代思潮社, 1961
- 影の越境をめぐって 現代思潮社, 1963
- 谷川雁詩集 思潮社, 1968 (現代詩文庫)
- 定本谷川雁詩集 潮出版社, 1978
- 意識の海のものがたりへ 日本エディタースクール出版部, 1983
- 無の造型 60年代論草補遺 潮出版社, 1984
- 海としての信濃 谷川雁詞集 深夜叢書社, 1985
- 賢治初期童話考 潮出版社, 1985
- ものがたり交響 筑摩書房, 1989
- 極楽ですか 集英社, 1992
- 北がなければ日本は三角（自伝） 河出書房新社, 1995
- 幻夢の背泳 河出書房新社, 1995
- 谷川雁の仕事 1•2 河出書房新社, 1996
- 汝、尾をふらざるか 詩人とは何か 思潮社, 2005
- 『谷川雁セレクション〈1〉工作者の論理と背理』岩崎稔 (編集),米谷匡史 (編集) 日本経済評論社 2009/5/11
- 『谷川雁セレクション〈2〉原点の幻視者〉』岩崎稔 (編集),米谷匡史 (編集) 日本経済評論社  2009/5/11
- 『原点が存在する 谷川雁詩文集』講談社文芸文庫、2009年11月（松原新一編）
- 『談論風発のすすめ―谷川雁対談・座談集』ものがたり文化の会 2010/9/1
- 『不知火海への手紙』アーツアンドクラフツ、2014年12月
- 『〈感動の体系〉をめぐって―谷川雁 ラボ草創期の言霊』松本輝夫 (編集)アーツアンドクラフツ 2018/1/20

### 翻訳・共著（谷川雁名義）
- 『民主主義の神話』（現代思潮社、1960年）　吉本隆明らとの共著
- 『物語としての日本神話』（テーマ活動文庫刊行会、1980年）　C・W・ニコル、高松次郎、間宮芳生との共著
- 『ピーター・パンの世界』（テーマ活動文庫刊行会、1981年）　髙野睦らとの共著
- ジェームズ・バリ『ピーター・パン』（第三文明社、1989年） ISBN 4-476-11213-7　　高野睦との共訳
- 『モグラの鼻ゾウの鼻』（筑摩書房ちくまプリマーブックス、1990年） ISBN 4-480-04138-9　　小原秀雄との共著

### 著作（らくだ・こぶに名義）
- らくだ・こぶに/さが・のぼる『こつばめチュチュ』ラボ教育センター 1973.4（画：吉原英雄 藤枝りゅうじ 山下菊二 元永定正 音楽：間宮芳生、吹込：江守徹 田島令子 野村萬作 岸田今日子）　 
  - 「こつばめチュチュ」「かいだんこぞう」「みるなのはなざしき」「ポワンホワンけのくもたち」の四話収録
- 『Jack And The Beanstalk ジャックと豆の木』Joseph Jacobs再話 ; らくだ・こぶに ほか訳 ラボ教育センター 1974 
  - 吹込	Verner C. Bickley／Mary Ann Hunsicker／牛込安子／神保共子／久米明
  - 絵：スズキコージ／黒井健／きたむらさとし
  - 「３びきのコブタ」「クルリンぼうず」「猫の王」「ジャックと豆の木」、他９話
- らくだ・こぶに 「うみがたずねてきた」 『三本柱』収録 ラボ教育センター 1975.11 （絵：元永定正、音楽：佐藤允彦、吹込：荻島真一）
- らくだ・こぶに『アリ・ババ』ラボ教育センター 1976.7 （画：中西夏之 高松次郎 赤瀬川原平 ウラディミール・タマリ、音楽：佐藤允彦 間宮芳生、吹込：臼井正明 川久保潔） 　 
  - 「長ぐつをはいたネコ」「グリーシュ」「きてれつ六勇士」「アリ・ババと40人の盗賊」
- らくだ・こぶに再話『わんぱく大将トム・ソーヤ』　ラボ教育センター 1977.1 （画：高松次郎、吹込：久米明 白坂道子）
- らくだ・こぶに『ひとうちななつ（グリム4篇）』ラボ教育センター 1978.6 （画：野見山暁治、音楽：間宮芳生、荻久保和明、野平一郎、吹込：三國一朗 名古屋章 丹阿弥谷津子 七尾伶子）　 
  - 「かえると金のまり」「ひとうちななつ」「おおかみと七ひきのこやぎ」「ホッレおばさん」
- らくだ・こぶに『国生み』ラボ教育センター 1979.12 （画：高松次郎、音楽：間宮芳生、吹込：白坂道子ほか） 
  - 「国生み」「スサノオ」「オオクニヌシ」「わだつみのいろこのみや」
- 『氷の国の走馬灯コロンとグルガ』C.W.ニコル 著,らくだ・こぶに, 西藤和 訳,佐藤允彦 作曲 物語テープ出版 1982
- 『The Story of the Journey of Koron and Guruga : Shadows Spin on the Igloo Wall』C.W.Nicol 著・画,らくだ・こぶに 訳,西藤和 訳,十代の会 制作 物語テープ出版 1982

### 監修（谷川雁名義）書籍
- どんぐりと山猫 = Acorns and Wildcat 宮沢賢治 著,C.W.ニコル 英訳,李禹煥 絵 ものがたり文化の会 2000 (宮沢賢治没後50年記念シリーズ ; 1)
- 水仙月の四日 = The fourth of the narcissus month 宮沢賢治 著,C.W. Nicol 英訳,高松次郎 絵画 ものがたり文化の会 2007 (宮沢賢治童話シリーズ ; 2)
- やまなし = Wild Pear 宮沢賢治 著,C.W.ニコル 英訳,金昌烈 絵 ものがたり文化の会 1999 (宮沢賢治没後50年記念シリーズ ; 3)
- オツベルと象 = Obber and the Elephant 宮沢賢治 著,C.W.ニコル, 英訳,菅木志雄 彫刻と写真 ものがたり文化の会 1999 (宮沢賢治没後50年記念シリーズ ; 4)
- かしはばやしの夜 = The Eve of the Oak Grove 宮沢賢治 著,C.W.Nicol 英訳,斎藤義重 彫刻 ものがたり文化の会 2004 (宮沢賢治没後50年記念シリーズ ; 7)
- 鹿踊りのはじまり = The Origin of the Deer Dance 宮沢賢治 著,C.W.Nicol, 英訳,高松次郎 絵 ものがたり文化の会 2003 (宮沢賢治没後50年記念シリーズ ; 8)

### 制作（谷川雁名義）録音資料
- どんぐりと山猫 宮沢賢治 作,C.W.ニコル 訳,外山雄三 作曲 物語テープ出版 1983 (宮沢賢治没後50年記念シリーズ)
- 水仙月の四日 宮沢賢治 作,C.W.ニコル訳,間宮芳生 作曲 物語テープ出版 1983 (宮沢賢治没後50年記念シリーズ)
- やまなし　宮沢賢治 作,C.W.ニコル 訳,間宮芳生 作曲 物語テープ出版 1984 (宮沢賢治没後50年記念シリーズ)
- オツベルと象 宮沢賢治 作,C.W.ニコル 訳,佐藤允彦 作曲 物語テープ出版 1984 (宮沢賢治没後50年記念シリーズ)
- 狼森(オイノモリ)と笊森、盗森 = Wolf Forest,Colander Forest,Thief Forest 宮沢賢治 著, C.W.ニコル 英訳,江口週 彫刻 ものがたり文化の会 1985 (宮沢賢治没後50年記念シリーズ ; 5)
- 月夜のでんしんばしら = Telegraph Poles on a Moonlit Night 宮沢賢治 著,C.W.Nicol 英訳,福岡道雄 彫刻 ものがたり文化の会 1985 (宮沢賢治童話シリーズ ; 6)
- かしはばやしの夜 宮沢賢治 作,C.W.ニコル, 英訳,佐藤允彦 作曲, 日下武史,Geoffrey Matthews 語り 物語テープ出版 1987 (宮沢賢治没後50年記念シリーズ ; 7)
- 鹿踊りのはじまり 宮沢賢治 作,C.W.ニコル 英訳, 間宮芳正 作曲, 佐藤慶,Liane Aukin 語り 物語テープ出版 1987 (宮沢賢治没後50年記念シリーズ ; 8)
- 北守将軍と三人兄弟の医者 宮沢賢治 原作,十代の会,谷川雁 制作, 新実徳英 作曲 物語テープ出版 1988 (宮沢賢治没後50年記念シリーズ ; 9)
- 洞熊学校を卒業した三人 宮沢賢治 原作,十代の会,谷川雁 制作, 新実徳英 作曲 物語テープ出版 1988 (宮沢賢治没後50年記念シリーズ ; 10)
- 蛙のゴム靴 宮沢賢治 原作,十代の会,谷川雁 制作, 岸田今日子 語り, 佐藤允彦 音楽 物語テープ出版 1990 (宮沢賢治没後五十年記念シリーズ ; 11)
- 土神と狐 宮沢賢治 原作,十代の会,谷川雁 制作, クロード・ドビュッシー 音楽, 日下武史 語り 物語テープ出版 1991 (宮沢賢治没後50年記念シリーズ ; 12)
- 山男の四月 宮沢賢治 原作,十代の会,谷川雁 制作, 佐藤允彦 音楽, 城山知馨夫 語り 物語テープ出版 1992 (宮沢賢治没後50年記念シリーズ ; 13)